# Deutsche Quarter Horse Association
Die Deutsche Quarter Horse Association (DQHA) ist Deutschlands ältester Westernpferdeverband.

## Der Verband
Die DQHA wurde am 22. November 1975 in Erftstadt gegründet und ist eine Tochter des weltgrößten Pferdezuchtverbands American Quarter Horse Association (AQHA) mit Sitz in Amarillo, Texas. Ziel ist die Zucht von American Quarter Horse. Etwa 37.000 Quarter Horses leben in Deutschland, so viele wie nirgendwo sonst außerhalb des amerikanischen Kontinents. Etwa 7000 Mitglieder pflegen Zucht und Haltung und das Westernreiten.
Der Verband vertreibt mit „Quarter Horse Journal“ eine eigene Fachzeitschrift, die monatlich in Deutschland, Österreich und der Schweiz erscheint.